# Thomas Kessler (Politiker)
Thomas Kessler (* 1959 in Meyriez FR, Schweiz) war von 1991 bis 1998 Drogendelegierter und von 1998 bis 2008 Integrationsbeauftragter des Kantons Basel-Stadt. Im Amt als Integrationsbeauftragter entwickelte er Strategien, die später auf nationaler Ebene übernommen wurden und die Schweizer Politik bis heute mitprägen. Von 2009 bis 2017 war er der Leiter der Abteilung Kantons- und Stadtentwicklung im Präsidialdepartement des Kantons Basel-Stadt und verantwortlich für die politische Planung und zentrale Projekte der Stadtentwicklung. Seit 2017 ist er als Projektentwickler und Consulter für Exekutiven im In- und Ausland (Stadtentwicklung, Migration, Sicherheit) tätig.

## Werdegang
Aufgewachsen in Meyriez (FR), Adliswil (ZH) und Weisslingen (ZH), verliess er mit 14 Jahren das Elternhaus und absolvierte eine Bauernlehre in der Waadtländer Gemeinde Denezy. Danach machte er das Eidgenössische Fachdiplom für Landwirte in Zürich, liess sich in Basel zum Tropenagronomen ausbilden und studierte anschliessend Agronomie.
Kessler betrieb als Jungunternehmer bis 1991 eine eigene Firma für die Entwicklung landwirtschaftlicher Projekte sowie für Beratung und Troubleshooting in der Entwicklungshilfe.
Seit 1977 erforscht er Cannabis botanisch und kulturhistorisch und publizierte zu Hanf in der Schweiz (siehe unten). Er vertrat schon früh die Meinung, dass eine liberale Drogenpolitik, gekoppelt mit regulierenden Elementen, gesellschaftliche Probleme entschärfen könne. Sein Modell für die Regulierung von Cannabis orientiert sich an der Alkoholgesetzgebung und enthält Elemente der Bergbauernförderung.
Von 1987 bis 1991 sass er für die Grüne Partei im Zürcher Kantonsrat und dort in der Justizverwaltungskommission.
Von 1991 bis 1998 war Kessler Drogendelegierter des Kantons Basel–Stadt.
Von 1996 bis Ende 2015 war Kessler Mitglied der Eidgenössischen Expertenkommission für Drogenfragen.
Von 1998 bis 2008 war Kessler Integrationsbeauftragter des Kantons Basel-Stadt, genauer: Delegierter für Migration und Integration sowie Leiter der Integrations- und Anti-Diskriminierungsstelle. Er entwickelte das Basler Integrationsmodell. Dessen Kernbotschaft lautet: «Fördern und fordern ab dem ersten Tag – verbindlich». Es beinhaltet grundsätzlich einen proaktiven Ansatz sowie Sanktionen für integrationsunwillige Ausländer, aber gleichzeitig Begrüssungs-, Betreuungs- und Bildungsangebote vom Tag der Einreise bzw. der Geburt an. Ein Eingreifen, wenn die Probleme schon da sind, sei viel teurer als frühzeitige Fördermassnahmen. Er arbeitete daher auch am Basler Frühförderungskonzept für Kinder mit. Die konzeptionellen Grundlagen der Arbeit sind im regierungsrätlichen Integrationsleitbild von 1999 und im kantonalen Integrationsgesetz von 2008 verankert. 2014 hat die Basler Stimmbevölkerung einem weiteren Modernisierungsschritt mit Begrüssungsgesprächen und Gratis-Deutschkursen mit über 60 % zugestimmt.
Als Integrationsdelegierter war er Mitglied der Projektleitung der Strategiegruppen für Integrale Stadtentwicklung und die Bekämpfung der Jugendarbeitslosigkeit.
Seit dem 1. Januar 2009 ist Kessler der «Stadtentwickler» bzw. Leiter der Kantons- und Stadtentwicklung. Diese Abteilung umfasst die Leitung mit Stab und die Fachstellen Grundlagen und Strategien, Stadtteilentwicklung, Stadtwohnen, Diversität und Integration (seit dem 1. Juni 2011) und Gleichstellung von Menschen mit einer Behinderung (1. Juni 2011 bis 31. Dezember 2015) im Präsidialdepartement des Kantons Basel-Stadt. Er ist zudem Leiter der kantonalen Legislaturplan-Konferenz und der Fachkonferenz Wohnforum Basel.
Seit dem 1. November 2016 ist Kessler auch Leiter der neu geschaffenen Task Force Radikalisierung Basel-Stadt und Mitglied der Arbeitsgruppe Radikalisierung des Schweizerischen Städteverbandes. Er wirkt zudem im Nationalen Aktionsplan zur Verhinderung und Bekämpfung von Radikalisierung und gewalttätigem Extremismus mit.
Kessler ist Gastdozent an höheren Fachschulen und Universitäten im In- und Ausland. Der Bundesrat wählte ihn im Dezember 2007 erneut für vier Jahre in die Eidgenössische Kommission für Drogenfragen und neu in die Eidgenössische Kinder- und Jugendkommission (2008 bis Ende 2015). Seit 2009 ist er Beirat im Schweizerischen Forum für Bildung, seit 2015 ist er auch im Beirat der Fondation CH 2048. Am 11. Januar 2017 wurde bekannt, dass er das Präsidialdepartement «in gegenseitigem Einvernehmen» per 8. Februar 2017 verlässt. Seither ist er als Projektentwickler und Consulter für Exekutiven im In- und Ausland (Stadtentwicklung, Migration, Sicherheit) tätig.
Bei den Schweizer Parlamentswahlen 2019 kandidierte er erfolglos auf der Liste der FDP Basel-Stadt für den Nationalrat.

## Werke
- Thomas Kessler: «Hanf in der Schweiz – über Ursprung, Kultur, Forschung, Zucht und Gesetz», Nachtschatten-Verlag, 1981, ISBN 978-3-03788-133-0
- Thomas Kessler: «Cannabis Helvetica: Hanf in der Schweiz – Hoffnung für die Drogenpolitik», Nachtschatten-Verlag, 1985, ISBN 3-907080-02-5

## Videomaterial
- Club auf SRF 1 zum Thema «Wie gefährlich sind die IS-Rückkehrer?» vom 5. März 2019
- Politische Diskussionssendung ARENA zum Thema Jugendgewalt mit Thomas Kessler, Schweizer Fernsehen, 1. Dezember 2006 (Dialekt, 1:22 h)
- Gewalttätige Jugendliche: Was tun? – Zischtigsclub (Der Club) vom  27. Februar 2007 mit Thomas Kessler, Schweizer Fernsehen (Dialekt, 1:31 h)